# Donji Hruševec
Donji Hruševec is een plaats in de gemeente Kravarsko in de Kroatische provincie Zagreb. De plaats telt 350 inwoners (2001).